# 포르도 농축 시설
포르도 우라늄 농축 시설(Fordow Uranium Enrichment Plant), 공식 명칭 샤히드 알리 모함마디 핵 시설(페르시아어: تأسیسات هسته‌ای شهید علی‌محمدی)은 이란 곰시에서 북쪽으로 30 킬로미터 (20 mi) 떨어진 옛 이슬람 혁명 수비대 기지에 위치한 이란의 지하 우라늄 농축 시설이다. 이 시설은 이란 원자력 기구 (AEOI)의 통제를 받는다. 이란의 두 번째 우라늄 농축 시설이며, 다른 하나는 나탄즈 핵 시설이다.
2025년 6월 13일 이스라엘 공군이 이 시설을 공격했고, 6월 22일 미국 군이 폭격했으며, 트럼프 대통령은 이 시설이 "완전히 파괴되었다"고 주장했다.

## 역사
이 시설의 건설은 2006년에 시작되었지만, 이란이 농축 시설의 존재를 국제 원자력 기구 (IAEA)에 공개한 것은 2009년 9월 21일 서방 정보 기관들이 이 시설의 존재를 알게 된 이후였다. 서방 관리들은 이란이 이 시설을 일찍 공개하지 않은 것을 강력히 비난했으며, 버락 오바마 미국 대통령은 포르도가 미국의 감시를 받고 있었다고 말했다. 이란은 이러한 공개가 핵물질을 받기 180일 전에 새로운 시설을 선언하도록 요구하는 IAEA와의 세이프가드 협정 하의 법적 의무와 일치한다고 주장한다. IAEA는 이란이 2003년 협정에 따라 시설 건설을 결정하는 즉시 시설을 선언할 의무가 있다고 밝혔다.
이란 당국은 이 시설이 이스라엘의 거듭된 공격 위협 때문에 산 깊은 곳에 건설되었다고 말한다. 이스라엘은 이러한 시설이 핵무기 생산에 사용될 수 있다고 믿는다. 시아파 무슬림들에게 성스러운 도시로 여겨지는 곰에 인접한 핵시설을 공격하는 것은 시아파 종교적 반발의 잠재적 위험에 대한 우려를 낳는다.
2013년 11월, 샤리프 공과대학교 학생들을 중심으로 한 수백 명의 이란인들이 알리 아크바르 살레히 이란 원자력 기구 총재와 몇몇 마즐레스 (의회) 대표들과 함께 포르도 우라늄 농축 시설 주변에 인간 띠를 형성했다. 학생들은 이란 핵 프로그램에 대한 지지를 표명하기 위해 그곳에 있었다.
2016년, 이란은 이 시설에 대공 S-300 미사일 시스템을 배치했다.
2023년 2월, IAEA는 포르도 플랜트가 변경되었다고 언급했다.

### 2025년 이스라엘-미국 공습

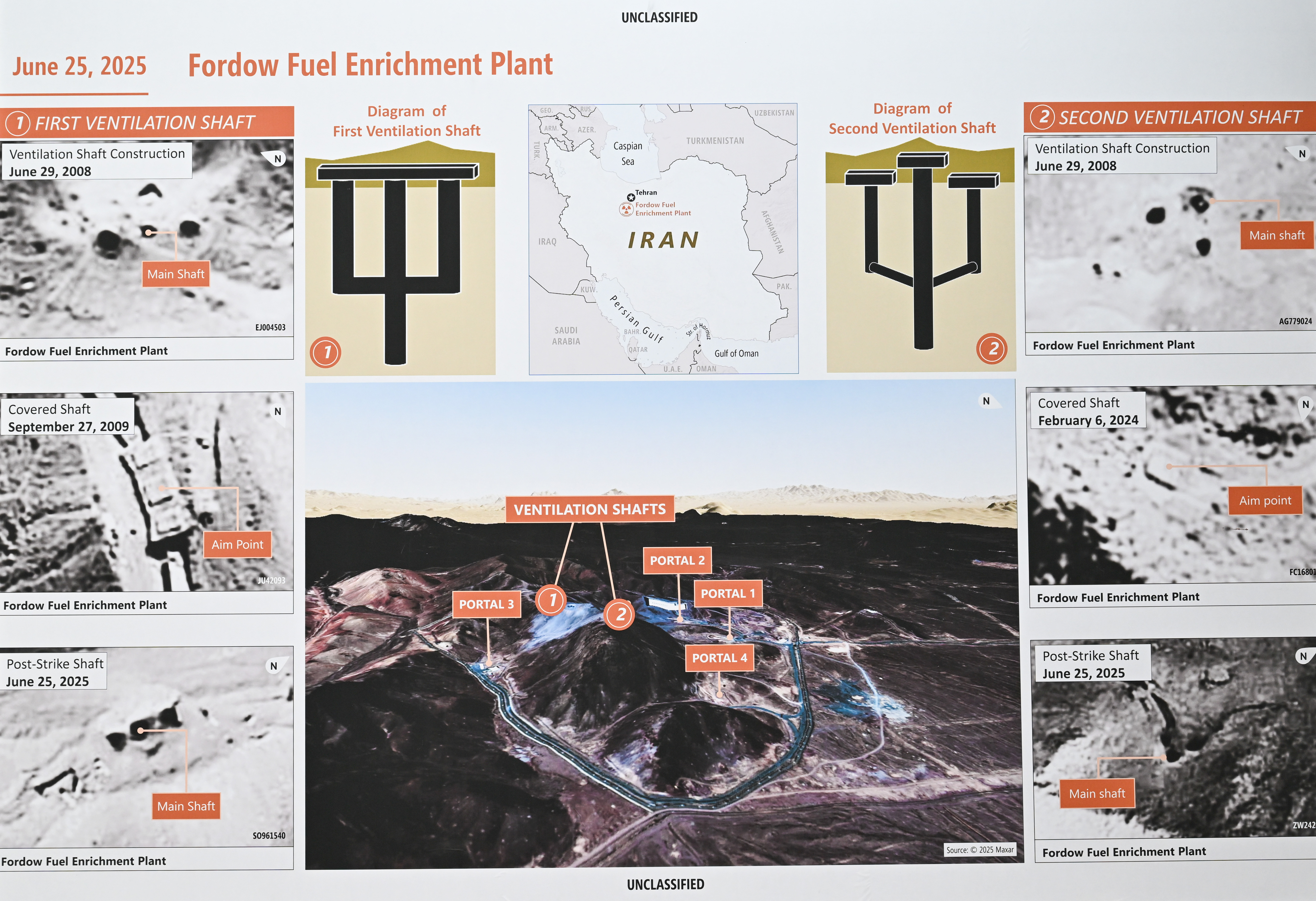
2025

2025년 6월 13일, 이스라엘은 2025년 6월 이스라엘의 이란 공습의 일환으로 이 플랜트를 공격했다. 이란군은 이스라엘 드론을 격추했다고 밝혔다. 포르도 핵 시설은 나탄즈 시설과 마찬가지로 지하 깊숙이 매설되어 있어 피해 규모는 불분명했다. 위성 사진과 보고서에 따르면 포르도와 나탄즈의 지상 시설 일부가 손상되었지만, 원심분리기와 농축 우라늄을 보관하는 지하 시설은 침범되지 않았다. 2025년 6월 14일, 이란 원자력 기구는 공습으로 인해 시설에 제한적인 피해가 발생했다고 밝혔다. 이스라엘의 공습 이후, 미국은 GBU-57을 사용하여 이 시설을 공격하는 것을 고려하고 있다고 전해졌다.
2025년 6월 21일, 도널드 트럼프 미국 대통령은 미국 B-2 폭격기가 포르도와 나탄즈, 이스파한의 핵 시설을 공격했다고 발표했다. 백악관 연설에서 트럼프는 시설의 파괴를 주장하며 "이란의 핵심 핵 농축 시설은 완전히 그리고 전적으로 파괴되었다"고 말했다.

## 용량
이란은 초기 선언에서 이 시설의 목적이 육불화 우라늄 (UF6)을 최대 5% U-235로 농축하는 것이며, 총 약 3,000개의 가스 원심분리기가 있는 16개의 캐스케이드를 수용하도록 건설되고 있다고 밝혔다. 2011년 9월, 이란은 20% 저농축 우라늄 (LEU) 생산을 나탄즈에서 포르도로 옮길 것이라고 말했다.
2011년 12월, 농축이 시작되었다. 2012년 1월, IAEA는 이란이 의료 목적으로 최대 20%까지 농축된 우라늄을 생산하기 시작했으며, 해당 물질은 "IAEA의 통제 및 감시 하에 남아있다"고 발표했다.
2015년 4월 포괄적 공동행동계획에 따라 포르도 플랜트는 덜 집중적인 연구용으로 재구성될 예정이었다. 포르도 시설은 최소 15년 동안 우라늄 농축 및 우라늄 농축 연구를 중단하고, 원자력 물리 및 기술 센터로 전환될 예정이었다. 15년 동안 포르도의 한쪽 날개에 있는 6개의 캐스케이드에 1,044개 이하의 IR-1 원심분리기를 유지할 것이다. "그 6개의 캐스케이드 중 2개는 우라늄 없이 작동하며, 적절한 인프라 수정을 통해 의료, 농업, 산업 및 과학 용도의 안정적인 방사성 동위 원소 생산으로 전환될 것이다." "나머지 4개의 캐스케이드와 관련 인프라는 유휴 상태로 유지될 것이다." 이란은 포르도에 어떠한 핵분열 물질도 보유하는 것이 허용되지 않는다.
이란과의 핵협정 조건에 따라, 최근 몇 달 동안 포르도 내부의 원심분리기 3분의 2와 모든 핵 물질이 제거되었다. 이 시설은 핵 관련 작업을 금지하고 있으며 다른 용도로 전환되고 있어, 적어도 다음 15년 동안 공격 계획을 촉발했던 위협이 사라졌다.
— 더 뉴욕 타임즈, 2016년 2월 16일

 미국은 2018년 5월 이 협정에서 탈퇴하고 최대 압박 캠페인에 따라 제재를 부과했다. 이 제재는 이란과 사업을 하는 모든 국가 및 기업에 적용되었고, 이란을 국제 금융 시스템에서 차단하여 핵 협정의 경제 조항을 무효화시켰다.
2019년 10월, 이스라엘 회사 이미지샛(ImageSat)은 포르도 시설에서 재건축 및 개발이 진행 중임을 보여주는 위성 사진을 공개했다.
2019년 11월, 이란 핵 최고 책임자인 알리 아크바르 살레히는 이란이 포르도에서 우라늄을 5%까지 농축할 것이라고 발표했다.
2020년 1월까지 포르도 시설에는 1,044개의 원심분리기가 있었다.
2021년 1월, 포르도 시설은 20% 수준으로 농축된 우라늄을 생산하기 시작했다.
2023년 3월, CNN은 포르도에서 "폭탄급에 가까운" 우라늄이 발견되었다고 보도했다. IAEA는 포르도에서 83.7% 순도의 U-235가 발견되었으며, 이는 IAEA에 큰 놀라움이었다고 확인했다.
2024년 6월, IAEA는 이란이 추가 원심분리기를 설치했다고 언급했으며, 워싱턴 포스트는 포르도 플랜트의 원심분리기 용량을 세 배로 늘리라는 이란의 명령에 대해 언급했다. 타임스 오브 이스라엘은 4개의 새로운 캐스케이드를 설치했지만 아직 가동되지 않았다고 밝혔다.

## 핵시설 공습론
2011년 서방에서 이란 핵시설 공습론이 이슈가 되었다. 그러자, 이란은 나탄즈의 원심분리기 3000개를 포르도 지하 공장으로 옮겼다. 이란이 보유한 핵시설 중 하나인 포르도 농축시설 방어는 나탄즈보다 단단하다. 그런데 이 방어망을 뚫을 수 있는 무기가 이스라엘에는 없다. 5000파운드짜리 벙커버스터로는 성공을 장담할 수 없기 때문에 결국 미국의 3만파운드 벙커버스터가 필요하다는 결론에 이르게 된다.
이스라엘의 포르도 공습론에서 처럼, 한국도 미국의 3만파운드 벙커버스터 필요성이 제기되었다. 한국은 GBU-57 벙커버스터를 탑재한 현무-4를 개발했다. GBU-57 벙커버스터는 3만 파운드(14톤)의 초대형 폭탄으로서, 한국 공군이 150발 보유한 5천 파운드 GBU-28 벙커버스터 보다 6배나 무겁다. GBU-57는 전체무게가 14톤이지, 탄두인 폭약의 중량은 2.4톤인데, 현무-4는 사거리 800 km에 탄두중량 2톤이다. 마하 8의 속도로 낙하하기 때문에, 강화 콘트리트 60 m를 관통하는 GBU-57 보다 3배의 파괴력과 지하 관통력을 가질 것이다.

## 같이 보기
- 영변 우라늄 농축 공장 - 북한의 대표적인 핵농축 시설
- 나탄즈

- 부셰르 원자력 발전소
- 다르코빈 원자력 발전소
- IR-40
- 이스파한 핵 기술/연구 센터
- 나탄즈 핵 시설
- 이란의 핵 프로그램
- 이란 최고핵위원회